# Премия AVN непризнанной актрисе года
Премия AVN непризнанной актрисе года (англ. AVN Award for Unsung Starlet of the Year) — награда, вручаемая компанией AVN в Лас-Вегасе, Невада на церемонии AVN Awards, самой недооценённой актрисе.

## Лауреаты и номинанты

### 2000-е годы
| Победитель            | Номинанты             | |
| XXIV церемония — 2007 | XXIV церемония — 2007 | XXIV церемония — 2007 |
| --------------------- | --------------------- | --- |
|                       | Мика Тэн              | - Моник Александер - Никки Бенц - Энни Круз - Daisy - Алана Эванс - Jassie - Катя Кассин - Sophia - Шармейн Стар - Делила Стронг - Тайла Винн                                                                            |
| XXV церемония — 2008  |                       | |
|                       | Джианна Майклз        | - Рокси Девиль - Вероника Джетт - Катарина Кэт - Фейт Леон - Джианна Линн - Брук Хейвен - Линдси Медоуз - Трина Майклз - Mikayla - Адрианна Николь - Эмбер Рэйн - Миа Роуз - Сэмми Роудс - Бобби Старр                   |
| XXVI церемония — 2009 |                       | |
|                       | Эмбер Рэйн            | - Джессика Бангкок - Бэйли Брукс - Эмма Каммингс - Cherokee d'Ass - Софи Ди - Синди Дженнингс - Линдси Медоуз - Адрианна Николь - Pinky - Энн Мари Риос - Лейла Ривера - Франческа Валентина - Холли Уэллин - Келли Уэлс |

### 2010-е годы
| Победитель              | Номинанты              | |
| XXVII церемония — 2010  | XXVII церемония — 2010 | XXVII церемония — 2010 |
| ----------------------- | ---------------------- | --- |
|                         | Шона Ленэй             | - Энди Андерсон - Чарли Чейз - Келли Дивайн - Зейна Харт - Мэделин Мэри - Феникс Мари - Кармен Маккарти - Риган Рис - Рокси Рейнольдс - Саванна Штерн - Мисси Стоун - Капри Стайлс - Анджелина Валентайн - Холли Уэллин |
| XXVIII церемония — 2011 |                        | |
|                         | Чарли Чейз             | - Джессика Бангкок - Наоми Банкс - Кэти Кокс - Софи Ди - Келли Дивайн - Крисси Линн - Мейсон Мур - Эшли Орион - Рэйчел Рокс - Дилан Райдер - Никки Секс - Дрэйвен Стар - Айсис Тейлор - Джуэлз Вентура                  |
| XXIX церемония — 2012   |                        | |
|                         | Бриджит Би             | - Обри Аддамс - Юризан Белтран - Капри Каванни - Вики Чейз - Софи Ди - Джеки Джой - Виктория Лоусон - Джесси Ли - Карли Монтана - Мейсон Мур - Рэйчел Рокс - Никки Секс - Angel Vain - Анджелина Валентайн              |
| XXX церемония — 2013    |                        | |
|                         | Брэнди Энистон         | - Бритни Эмбер - Брин Бенсон - Алисса Бренч - Тиа Сайрус - Софи Ди - Эшли Файерс - Эсперанса Гомес - Дани Дженсен - Кортни Кейн - Джесси Ли - Саманта Райан - Никки Секс - Эйден Старр - Кэти Саммерс                   |
| XXXI церемония — 2014   |                        | |
|                         | Пресли Харт            | - Бритни Эмбер - Бриджит Би - Юризан Белтран - Миша Брукс - Кортни Каммз - Тиа Сайрус - Никки Делано - Джейден Джеймс - Кэнделл Карсон - Тори Лэйн - Джесси Ли - Прокси Пейдж - Арабелль Рафаэль - Дженна Дж. Росс      |